# Герда Барах
Герда Дина Барах (на английски: Gerda Dina Barag) е израелски психоаналитик.

## Биография
Родена е на 11 август 1909 година в Берлин, Германска империя, в семейството на лекар. Завършва медицина в Берлин, но не успява да практикува поради идването на Хитлер на власт през 1933 година. Тогава заминава за Швейцария с мъжа си Гершон Барах, а след това отиват в Израел. Там заедно с Макс Айтингон, мъжа ѝ Гершон, Анна Смелянски, Илия Шалит, Рут Яфе, Вики Бен-Тал, основават Психоаналитично общество на Палестина. През 1935 година, докато са в Лондон се ражда синът им Дан, който става археолог по-късно. Има дъщеря, която става психиатър. Връща се през 1938 година в Германия само, за да си вземе финалните изпити. Между 1935 и 1938 се обучава за психоаналитик и преминава обучителна анализа при Моше Вулф. През 1938 заедно с мъжа си се заселват за постоянно в Израел. През 1946 година става член на Психоаналитичното общество на Палестина. В известен период от време е и касиер на станалото през 1948 Израелско психоаналитично общество. Преподава в психоаналитичния институт към обществото и в катедрата по психиатрия към Университета в Тел Авив.
Умира на 26 август 1981 година в Израел на 72-годишна възраст.